# Ten'ja
Pour plus de détails, voir Fiche technique et Distribution.
Ten'ja est un film franco-marocain réalisé par Hassan Legzouli, sorti en 2004.

## Synopsis
Nordine (Roschdy Zem) est fils d’un mineur marocain immigré à Sallaumines, dans le Nord de la France. À la mort de son père, et pour respecter sa dernière volonté, il prend la route du Maroc pour l’accompagner à sa dernière demeure. Au volant de son break, il transporte le cercueil de son père pour une périple qu’il espère écourter. Mais en chemin, Nordine renoue avec ses origines. À Tanger, il fait la connaissance de Mimoun, un doux illuminé, et de Nora (Aure Atika), qui rêve d’une vie meilleure.
Après l’enterrement de son père, Nora rentre chez ses parents à Casablanca. Et enfin, Nordine et Mimoun se séparent, le premier rentrant en France, avec une promesse de se revoir là-bas.